# Bahaa Magdi
Bahaa Magdi (sinh ngày 14 tháng 2 năm 1989) là một cầu thủ bóng đá người Ai Cập hiện tại thi đấu cho Ismaily SC ở Giải bóng đá ngoại hạng Ai Cập ở vị trí hậu vệ.